# Hôtel Carlton (Tunis)
Pour les articles homonymes, voir Carlton.
L'hôtel Carlton est un hôtel trois étoiles situé sur l'avenue Habib-Bourguiba à Tunis (Tunisie).

## Histoire
L'hôtel est bâti en 1926 — une date figurant sur le cartouche surmontant la porte d'entrée — par l'entrepreneur Joseph Abita, le même qui a réalisé la municipalité de l'avenue de Carthage et l'église orthodoxe de Tunis. Un American Bar y était installé.
Une célèbre photographie de Victor Sebag montre l'actrice française Suzy Vernon devant la porte d'entrée.
En 2013, la marque de prêt-à-porter espagnole Bershka s'installe dans la boutique du rez-de-chaussée.
En 2014, l'hôtel est entièrement rénové.

## Architecture
L'hôtel présente une façade de style éclectique avec une superposition de balcons à colonnettes, de corniches et de balustrades.